# クリスチャン・バーナード

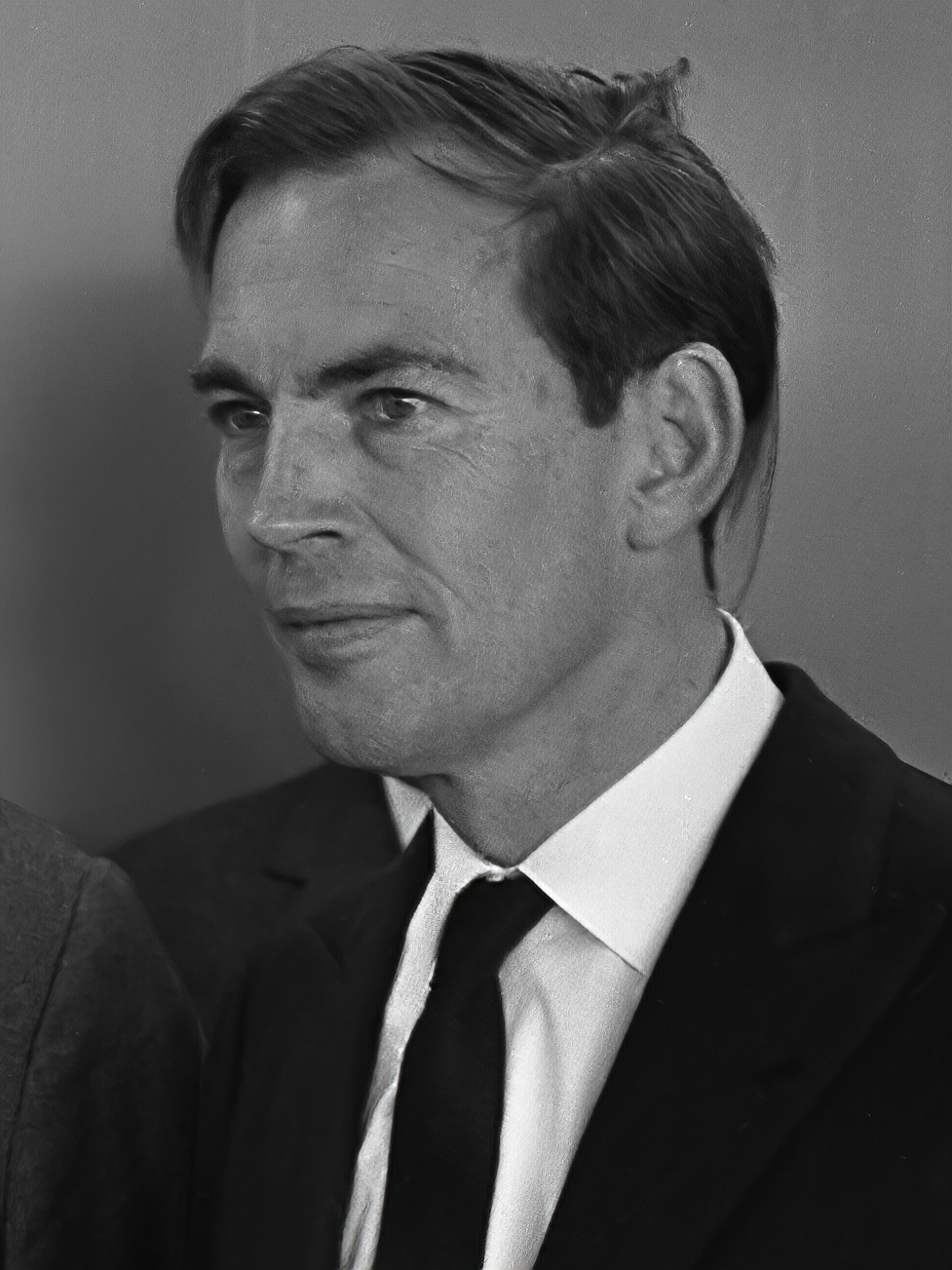
Christiaan Neethling Barnard

クリスチャン・バーナード（Christiaan Neethling Barnard, 1922年11月8日 - 2001年9月2日）は、南アフリカ共和国の心臓外科医師。世界初の心臓移植手術を成功させたことで知られる。

## 略歴
ケープ州のビューフォート・ヴェス出身。ケープタウン大学医学部で医師資格を取得後、研究員として勤務。1956年にアメリカ合衆国ミネソタ大学へ留学し、心臓外科の先駆者的存在だったクラレンス・ウォルトン・リレヘイの下で研鑽を積む（ほぼ同時期に日本初の心臓移植を実施した和田寿郎もリレヘイの下で指導を受けていた）。
1958年に帰国し、南アフリカで心臓外科の医療体制確立に奔走しながら、動物実験による心臓移植の実験を突き重ね、1967年12月3日にケープタウンのグルート・スキュール病院で心臓移植手術を行い成功する。これは交通事故によって脳死状態となった24歳の女性の心臓を55歳の男性ルイス・ワシュカンスキー(1913年 – 1967年12月21日)に移植したものだが、術後18日目に肺炎で死亡。1968年1月2日にはフィリップ・ブレイバーグ(1909年5月24日 – 1969年8月17日)に対して2回目の心臓移植手術を実施し、術後19ヶ月間(593日)の生存に成功した。その後1983年に医師を引退するまで49例もの心臓移植手術を実施。引退後は心臓疾患を持つ子供たちに心臓手術などの機会を与える基金を設立し、2001年9月2日に滞在先のキプロスのホテルで心不全により死去。78歳。
心臓移植ではドナーが黒人で移植を受けるのが白人だったことからアパルトヘイトを絡ませた批判が彼に対して起きたものの、彼自身はアパルトヘイトに否定的だった。ケープタウンには、彼の名前を冠した総合病院「クリスチャン・バーナード記念病院」がある。

## 著書
- 「心臓にいい暮らし方 50のポイント」（講談社）ISBN：978-4-06-210940-6